# Sierra County (New Mexico)
Sierra County ist ein County im Bundesstaat New Mexico der Vereinigten Staaten. Es liegt im Südwesten des Bundesstaates und hat 11.988 Einwohner. Der Verwaltungssitz (County Seat) ist Truth or Consequences.

## Geographie
Das County hat eine Fläche von 10.972 Quadratkilometern; davon sind 145 Quadratkilometer Wasserflächen. Die wichtigsten Gewässer sind der Rio Grande, der Elephant Butte Lake und der Caballo Lake. Außerdem liegen Teile der White Sands Missile Range, des Gila National Forest und des Cibola National Forest im County. Das County grenzt in New Mexico im Uhrzeigersinn an die Countys: Socorro County, Lincoln County, Otero County, Doña Ana County, Luna County, Grant County und Catron County.

## Geschichte
32 Bauwerke und Stätten des Countys sind im National Register of Historic Places eingetragen (Stand 17. Februar 2018).

## Demografische Daten

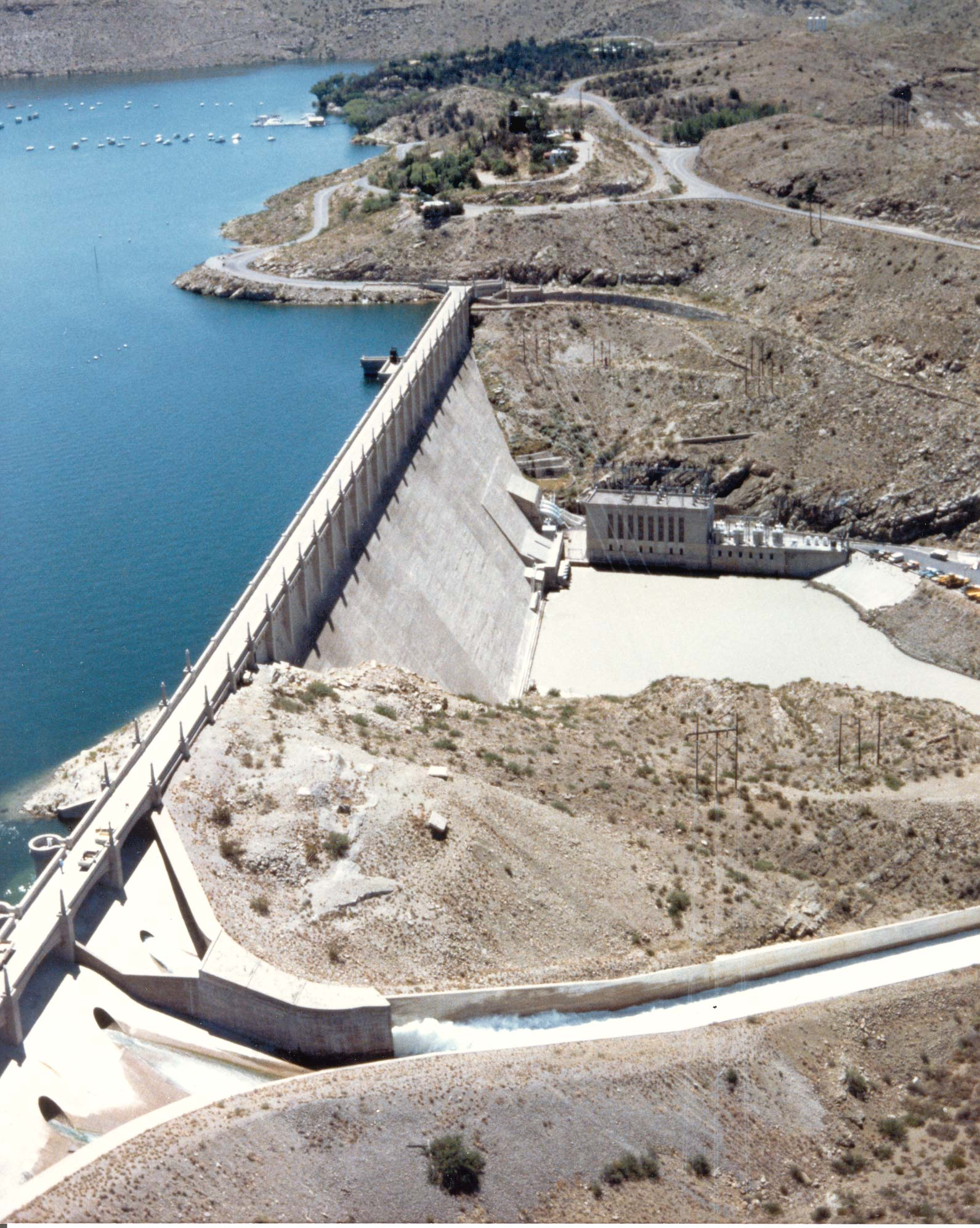
Der Elephant Butte Dam nahe Truth or Consequences, gelistet im NRHP Nr. 79001556

Nach der Volkszählung im Jahr 2000 lebten im County 13.270 Menschen. Es gab 6.113 Haushalte und 3.618 Familien. Die Bevölkerungsdichte betrug 1 Einwohner pro Quadratkilometer. Ethnisch betrachtet setzte sich die Bevölkerung zusammen aus 86,97 % Weißen, 0,48 % Afroamerikanern, 1,48 % amerikanischen Ureinwohnern, 0,17 % Asiaten, 0,08 % Bewohnern aus dem pazifischen Inselraum und 8,27 % aus anderen ethnischen Gruppen; 2,54 % stammten von zwei oder mehr ethnischen Gruppen ab. 26,28 % der Bevölkerung waren spanischer oder lateinamerikanischer Abstammung.
Von den 6.113 Haushalten hatten 20,40 % Kinder und Jugendliche unter 18 Jahre, die bei ihnen lebten. 47,50 % waren verheiratete, zusammenlebende Paare, 8,60 % waren allein erziehende Mütter. 40,80 % waren keine Familien. 35,90 % waren Singlehaushalte und in 19,30 % lebten Menschen im Alter von 65 Jahren oder darüber. Die Durchschnittshaushaltsgröße betrug 2,13 und die durchschnittliche Familiengröße lag bei 2,75 Personen.
Auf das gesamte County bezogen setzte sich die Bevölkerung zusammen aus 20,10 % Einwohnern unter 18 Jahren, 5,40 % zwischen 18 und 24 Jahren, 19,50 % zwischen 25 und 44 Jahren, 27,40 % zwischen 45 und 64 Jahren und 27,70 % waren 65 Jahre alt oder darüber. Das Durchschnittsalter betrug 49 Jahre. Auf 100 weibliche Personen kamen 100,00 männliche Personen, auf 100 Frauen im Alter ab 18 Jahren kamen statistisch 97,70 Männer.

Das jährliche Durchschnittseinkommen eines Haushalts betrug 24.152 USD, das Durchschnittseinkommen der Familien betrug 29.787 USD. Männer hatten ein Durchschnittseinkommen von 24.570 USD, Frauen 19.839 USD. Das Prokopfeinkommen betrug 15.023 USD. 20,90 % der Bevölkerung und 13,80 % der Familien lebten unterhalb der Armutsgrenze. 31,50 % davon waren unter 18 Jahre und 14,70 % waren 65 Jahre oder älter.

## Orte im Sierra County
Im Sierra County liegen drei Gemeinden, davon zwei Cities und eine Village. Zu Statistikzwecken führt das U.S. Census Bureau acht Census-designated places, die dem County unterstellt sind und keine Selbstverwaltung besitzen. Diese sind wie die Unincorporated Communities gemeindefreies Gebiet.
| Cities - Elephant Butte - Truth or Consequences | Village - Williamsburg |

Census-designated places (CDP)
| - Arrey - Caballo - Hillsboro - Hot Springs Landing | - Kingston - Las Palomas - Oasis - Winston |

andere Unincorporated Communities
| - Chloride - Cuchillo - Derry - Engle | - Hermosa - Lake Valley - Monticello - Upham |